# U-12 (1935)
U-12 – niemiecki okręt podwodny (U-Boot) typu II B z okresu II wojny światowej. Okręt wszedł do służby w 1935 roku.

## Historia
Po wejściu do służby wcielony do 3. Flotylli U-Bootów. Po rozpoczęciu II wojny światowej okręt wziął udział w dwóch patrolach bojowych, podczas których nie zatopił żadnej wrogiej jednostki.
Zatonął 5 października 1939 roku po wejściu na brytyjską minę morską w rejonie Cieśniny Kaletańskiej. Zginęła cała, 27-osobowa, załoga; 29 października na brzegu w pobliżu Dunkierki znaleziono ciało dowódcy U-12, Kptlt. Dietricha von der Roppa.